# Bataille de Big Bethel
Guerre de Sécession
Batailles
Théâtre oriental
- Virginie-occidentale
- Manassas
  - 1re Bull Run
- 1re Virginie Septentrionale
- Burnside Expedition
- Péninsule
- Sept Jours
  - Gaines's Mill
  - Malvern Hill
- 1re Shenandoah valley
- 2de Virginie Septentrionale
  - 2de Bull Run
- Maryland
  - Antietam
- Fredericksburg
- Tidewater
- Chancellorsville
  - Chancellorsville
- Pennsylvanie
  - Gettysburg
- Bristoe
- Mine Run
- Campagne terrestre
  - Wilderness
  - Spotsylvania
  - Cold Harbor
- Bermuda Hundred
- 2de Shenandoah valley
  - Opequon
  - Cedar Creek
- Petersburg
- 1re Wilmington
- 2de Wilmington
- Appomattox
  - 3e Petersburg
  - Sayler's Creek
  - Appomattox C.H.

Théâtre occidental
- East Kentucky
- Shiloh
  - Fort Henry
  - Fort Donelson
  - Shiloh
- Kentucky
- Raid de Newburgh
  - Perryville
- Stones River
  - Murfreesboro
- Vicksburg
  - Champion Hill
  - Vicksburg
- Raid de Morgan
- Raid de Hines
- Tullahoma
- Chickamauga
- Chattanooga
- Knoxville
- Raid Forrest
- Atlanta
- Franklin-Nashville
- Savannah
- Carolines
  - Bentonville
- Raid de Wilson

Théâtre Trans-Mississippi
- Arizona confédéré
  - 1re Messilla
- Missouri
  - Wilson's Creek
- Territoire indien
- Trail of Blood on Ice
- Nouveau-Mexique
- Boston Mountains
- Pea Ridge
- 1re Texas
- Little Rock
- 2de Texas
- Camden
- Red River
- Raid de Price
- Palmito Ranch

Théâtre du bas littoral et approche du golfe
- Fort Sumter
- Blocus de l'Union
- 1re Bayou Teche
- Mississippi valley
  - Port Hudson
- Charleston
- 2de Bayou Teche
- Mobile Bay
- Mobile

La bataille de Big Bethel, également connue sous les noms de bataille de Bethel Church (bataille de l'église de Bethel) ou de Great Bethel est livrée le 10 juin 1861 à Hampton dans le comté de York en Virginie, pendant la guerre de Sécession.
C'est l'un des premiers engagements de la guerre de sécession.
Elle oppose les confédérés commandés par John Bankhead Magruder et Daniel H. Hill aux troupes nordistes sous les ordres du brigadier général Ebenezer W. Peirce et prend fin avec la défaite de ces dernières.

## Contexte
Au début de la guerre, les troupes fédérales détenaient les forts qui protégeaient le littoral. La prise par les confédérés du fort Sumter avait déclenché la guerre de Sécession. L’armée fédérale contrôlait donc le fort Monroe, qui se trouve à l’extrémité de la péninsule de Virginie, formée par les rivières James et York et à l’embouchure de la baie de Chesapeake. Ce fort, qui pouvait être ravitaillé facilement via la baie de Chesapeake, représentait un important potentiel stratégique pour l’Union grâce à sa localisation.
Le général en chef de l’Union W. Scott envoya le major général B.F. Butler assurer le commandement du tout nouveau département de Virginie basé à fort Monroe à la mi-mai 1861. Peu après son arrivée, B.F. Butler organisa une démonstration de force en envoyant, le 23 mai, le 1st Vermont Infantry du colonel J.W. Phelps « reconnaître » et occuper la ville de Hampton située en face du fort Monroe.
Pendant la brève occupation de la ville par les troupes de l’Union, trois esclaves s’échappèrent et se réfugièrent dans le fort Monroe. Bien que les généraux de l’Union devaient respecter la loi sur les esclaves fugitifs de 1850 et donc retourner les fugitifs à leurs propriétaires, B.F. Butler déclara les fugitifs « contrebande de guerre » ce qui permettait de contourner la loi et de ne pas les rendre au motif qu’il participaient à l’effort de guerre confédéré.
Le major général B.F. Butler occupa Newport News Point le 27 mai et y construisit un camp fortifié surnommé « camp Butler ».

## Les préparatifs des confédérés
R.E. Lee, commandant de l’armée provisoire de Virginie, s’alarma de la rapide expansion des forces de l’Union, et envoya le colonel J.B. Magruder à Yorkton pour organiser les défenses confédérées. Face aux forces nordistes, le colonel J.B. Magruder commandait 2 500 hommes. Il décida de construire sa première ligne de défense à partir de Mulberry Island sur la James River et en suivant la Warwick River jusqu’à Yorktown sur la York River. Néanmoins, il avait besoin de temps et d’hommes pour préparer sa ligne défensive contre toute avance concertée de l’Union. La cavalerie commandée par le 1st lieutenant J.B. Hood et le colonel D.H. Hill du 1st North Carolina Volunteers renforça J.B. Magruder à la fin du mois de mai.
Pour contrer la progression nordiste, le 6 juin 1861, J.B. Magruder ordonna au major E.B. Montague d’établir une position avancée et envoya trois compagnies des volontaires de Virginie fortes de 1 400 hommes commandée par le colonel D.H. Hill occuper le carrefour de l’église de Big Bethel situé sur la route de Hampton à York, dans un coude de la branche nord-ouest, connu sous le nom de Brick Kiln Creek de la Back River.
Le 1st North Carolina de D.H. Hill renforça Bethel le jour suivant. Les canons du major G.W. Randolph et quatre compagnies du 15th Virginia Infantry sous les ordres du lieutenant-colonel W.D. Stuart arrivèrent le 8 juin.
D.H. Hill prit le commandement de 1 458 confédérés à Big Bethel et établit une position avancée à 5 kilomètres de Little Bethel fortifiée par une série de retranchements. Les hommes de D.H. Hill construisirent des terrassements sur une petite colline qui couvrait la position confédérée sur son flanc droit. Les installations étaient protégées par le ruisseau et un marais, et étaient aussi renforcées par un obusier. Au nord de la colline de Brick Kiln Creek, les troupes construisirent des fortifications qui couvraient le pont et encerclaient la route pour défendre les flancs de la position. Trois pièces d’artillerie étaient placées pour contrôler l’accès au pont. En dehors de la redoute principale, il y avait un obusier rayé, placé pour permettre aux sudistes de garder le gué en aval.

## L’objectif de B.F. Butler
Le major général B.F. Butler décida de réduire les positions confédérées retranchées à Little Bethel et de Big Bethel qui bloquaient la progression nordiste vers Richmond. B.F. Butler chargea le brigadier général E.B. Peirce de diriger l’assaut avec les régiments de New York, du Vermont et du Massachusetts. Ce dernier, engagé dans la milice du Massachusetts depuis les années 1840, n’avait aucune expérience au combat comme la plupart des officiers supérieurs nordistes.
Les rapports varient mais E.B. Peirce avait au moins 2 500 hommes pour marcher sur Big Bethel et Little Bethel avec des régiments des États de New York, du Massachusetts et du Vermont.
L’objectif principal de B.F. Butler était d’avancer rapidement contre les confédérés supposés mal organisés dans la péninsule pour les repousser loin de Fort Monroe.

## L’approche
Le major T. Winthrop du 7th New York Volunteer Regiment planifia l’opération.
Le plan plutôt complexe prévoyait de faire converger vers Big Bethel des troupes du camp Butler, du camp Hamilton et du fort Monroe. Le major T. Winthrop croyait qu’une marche de nuit donnerait aux troupes de l’Union l’élément de surprise qui assurerait la victoire.
Le plan d’attaque prévoyait de marcher en deux colonnes vers le nord, une à partir de Newport News et l’autre à partir de camp Hamilton, pour détruire les confédérés et prendre les églises, de Little Bethel en premier, puis celle de Big Bethel, et les brûler.
L’attaque était planifiée pour débuter juste avant l’aube ou à l’aube du 10 juin après le regroupement des deux colonnes à l’issue de la marche de nuit qui débuta le 9 juin au soir.
Pour pallier les problèmes liés aux attaques nocturnes, le major T. Winthrop avait prévu le port par les hommes d’un brassard blanc autour de leur bras gauche et le cri « Boston » s’ils rencontraient quelqu’un. Mais ces précautions échouèrent notamment du fait que l’ensemble du dispositif n’en était pas informé.
Les zouaves de A. Duryea, partirent du camp Hamilton à minuit pour couper les positions confédérées entre Little Bethel et Big Bethel. Le capitaine J. Kilpatrick partit en avance avec deux compagnies des zouaves. Le colonel A. Duryea suivit avec le reste des troupes du 5th New York Volunteers.
Une heure plus tard, les troupes du 3rd New York Volunteers du colonel F. Townsend traversèrent la Hampton River à bords de chalands avec deux obusiers, et progressèrent vers Little Bethel. Pendant ce temps, le lieutenant P.T. Washburn organisait une force de volontaires du 1st Vermont et du 4th Massachusetts.
Le détachement de P.T. Washburn était supposé commencer sa marche à partir du Camp Butler à Newport News Point, suivi par le 7th New York du colonel J.E. Bendix.
Le plan prévoyait que J.E. Bendix et F. Townsend se rejoindraient près de Little Bethel, et marcheraient sur la position confédérée pendant que le détachement de P.T. Washburn ferait une démonstration de force devant Little Bethel.
Les zouaves menés par le capitaine J. Kilpatrick arrivèrent à Little Bethel à l’aube le 10 juin et capturèrent trois plantons confédérés. Il s’apprêtaient à continuer leur avance lorsque les plans des nordistes s’effondrèrent à la suite d'un incident tragique. À l’approche de Big Bethel, les 7th New York regiment et 3rd New York regiment se rencontrèrent après être sortis des bois.
Alors que le 3rd New York regiment s’approchait du 7th New York regiment dans l’obscurité, les hommes de J.E. Bendix, alertés par le bruit des chevaux et dans l’incapacité de voir les brassards blancs portés par les troupes qui approchaient, ouvrirent le feu sur les rangs du 3rd avant que les troupes de F. Townsend ne puissent s’identifier.
En effet, les hommes du 3rd New York regiment crièrent « Boston » mais le 7th New York regiment n’en connaissait pas la signification. De plus, comme beaucoup de troupes de l’Union au début de la guerre, les tenues régimentaires du 3rd New York regiment étaient des uniformes gris. Les tirs du 7th New York regiment occasionnèrent les premiers tirs fratricides de la guerre et infligèrent 21 pertes. Les deux régiments de l’Union crurent qu’ils étaient attaqués par l’arrière et retraitèrent. Une fois l’erreur comprise, les soldats fédéraux désorientés se regroupèrent.
Pendant que les soldats se regroupaient, le brigadier général E.B. Peirce prit les avis des colonels F. Townsend, A. Duryea, et du lieutenant-colonel P.T. Washburn pour décider des suites à donner. Le colonel A. Duryea et le lieutenant-colonel P.T. Washburn étaient contre la poursuite de la mission puisque l’élément de surprise était perdu.
Néanmoins, le brigadier général E.B. Peirce décida de poursuivre l’engagement, soutenu par le major T. Winthrop et le capitaine Haggerty, les aides-de-camp du brigadier général B.F. Butler. Les nordistes reprirent donc leur progression vers les confédérés.
Les tirs avaient effectivement alerté les confédérés de la présence des fédéraux. Les confédérés étaient aussi en mouvement dans l’obscurité. Le 1st North Carolina marchait vers Little Bethel pour intercepter la force nordiste qui traversait le Newmarket Creek (la branche sud-ouest de la Back River). À 3 heures, une femme de la région, Hannah Tunnel, alerta J.B. Magruder des mouvements nordistes. L’échange de feu fratricide confirma ce qu’elle avait dit à J.B. Magruder et à D.H. Hill, et J.B. Magruder décida prudemment de se retirer sur Big Bethel pour les attendre derrière les retranchements.

## L’engagement
Au même moment, le brigadier général E.B. Peirce apprit par un noir libre que les sudistes avaient 4 000 hommes à Big Bethel. Le capitaine J. Kilpatrick et le lieutenant-colonel Gouverneur K. Warren du 5th New York avaient reconnu ensemble la position confédérée.

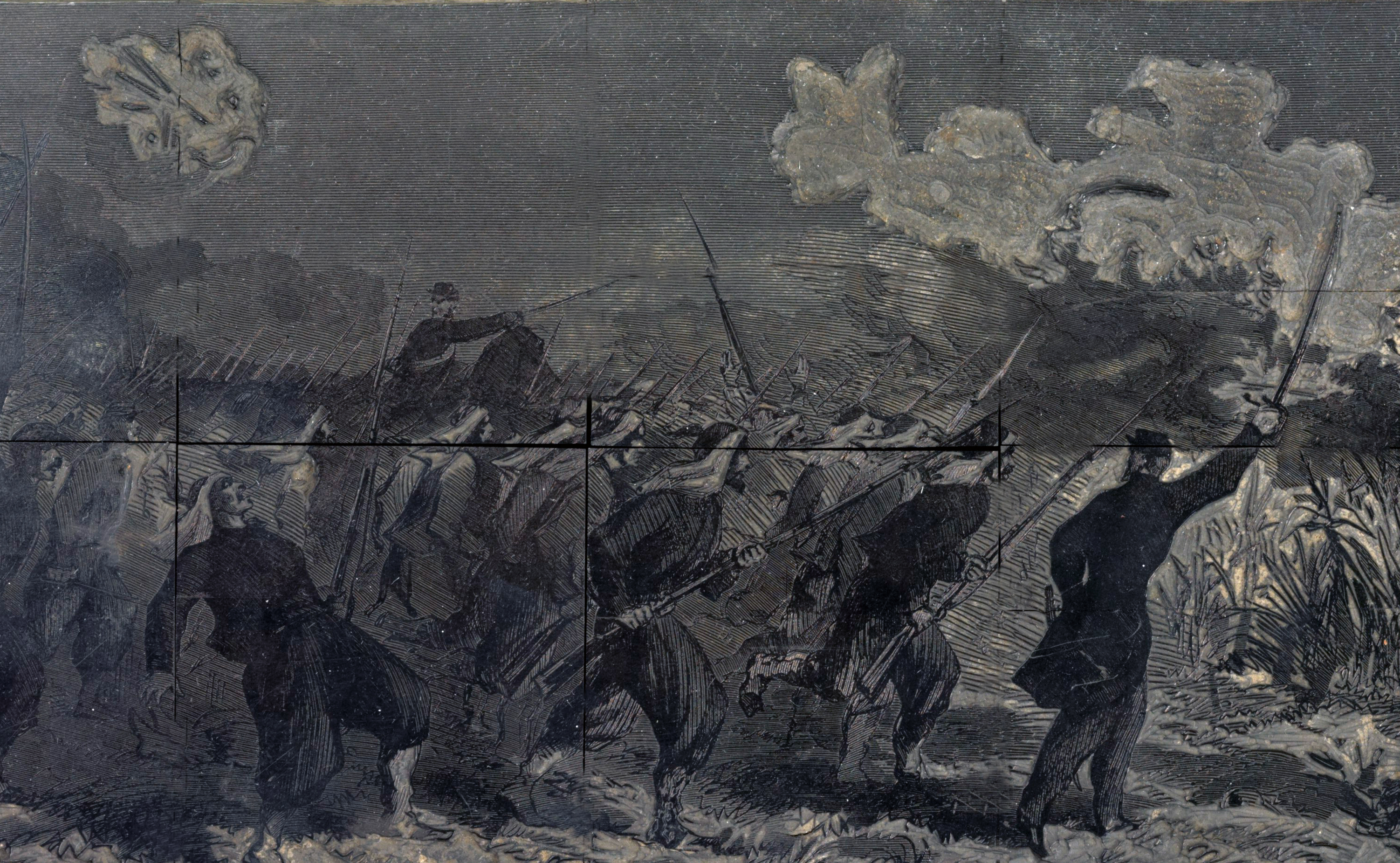
Charge du 5th New York Regiment à Big Bethel (10 juin 1861 par Thomas Nast.

Bien que J. Kilpatrick ait confirmé les rapports selon lesquels les confédérés avaient plus de 4 000 hommes à Big Bethel, G.K. Warren était en désaccord. Il pensait que l’aile gauche confédérée pouvait être tournée, remarquant que la batterie avancée sur le flanc sud de Brick Kiln Creek était la pierre angulaire et devrait être capturée. Le brigadier général E.B. Peirce ordonna la poursuite de l’attaque malgré la perte de l’élément de surprise. Alors que la force de l’Union progressait vers Big Bethel, E.B. Peirce ordonna la destruction de la chapelle de Little Bethel.
D.H. Hill avait déployé ses forces pour résister à l’attaque escomptée. Les hommes du 15th Virginia, seuls avec un obusier, occupaient la redoute sur le côté sud de Brick Kiln Creek. Les tireurs d’élite du 1st North Carolina étaient postés le long de l’orée des bois sur la route de Hampton-York. Sur le côté nord de Brick Kiln Creek, les obusiers étaient positionnés dans la redoute principale, gardant le pont avec trois canons ; les compagnies du major E.B. Montague et les éléments du 1st North Carolina tenaient les flancs et l’arrière de la redoute.
Les obus confédérés tombèrent sur les troupes nordistes lorsqu’ils quittèrent le couvert des bois et chargèrent à découvert vers la redoute. La batterie de trois canons du lieutenant J.T. Greble fit feu en retour, et même si les obus sifflaient au travers de la redoute principale, aucun sudiste n’a été blessé. Le colonel D.H. Hill restait à découvert, fumant calmement sa pipe durant l’échange de tir d’artillerie d’une heure, disant à ses hommes, « Les gars, vous avez déjà appris à esquiver. » Le vétéran de la guerre du Mexique ajouta, « Je suis un vieux de la vieille à ce jeu-là », il se pencha pour éviter un obus qui passait derrière lui et montrant son doigt au fédéraux en cria « Vous m’avez manqué cette fois ! »
Les tirs d’obus confédérés étaient plus efficaces. Le capitaine J. Kilpatrick nota que « le feu ennemi à ce moment commença à nous tomber dessus. Mes hommes tombaient les uns après les autres. » La compagnie de J. Kilpatrick avança contre les tirailleurs sur la gauche des confédérés. Cette avance fut stoppée par le tir d’artillerie, et les zouaves refluèrent derrière un verger.
Le brigadier général E.B. Peirce essaya de garder le contrôle des fédéraux, et lança une attaque contre la redoute confédérée avancée avec le 5th New York et le 7th New York pendant que le 3rd New York s’avançait pour envelopper la droite des confédérés. Le 15th Virginia abandonna ses positions lorsque le cordon d’amorçage se brisa dans l’évent de leur obusier. Le colonel A. Duryea et le 5th New York Regiment pressèrent les confédérés, mais le 15th Virginia bloqua le mouvement des zouaves qui traversaient un gué en aval.
L’assaut critique du 3rd New York du colonel F. Townsend contre la droite confédérée faiblit lorsqu’il remarqua l’éclat de baïonnettes dans le soleil dans les bois. Pensant que ses troupes étaient sur le point d’être contournées par une force confédérée, F. Townsend ordonna la retraite. Cela laissa les zouaves isolés dans la redoute confédérée. Sous la pression d’une contre-attaque menée par le 15th Virginia, les Wythe Rifles et le 1st North Carolina, les zouaves de A. Duryea retraitèrent.
Plusieurs zouaves trouvèrent refuge dans une forge et commencèrent à tirer sur les terrassements. Quand le colonel D.H. Hill voulut faire brûler la forge, cinq volontaires se ruèrent avec des haches et du matériel incendiaire, mais le tir mortel des fédéraux les stoppa. Le major T. Winthrop ne voulait pas voir son plan échouer. Il organisa alors un nouvel assaut sur la gauche des confédérés avec ses troupes du Vermont et du Massachusetts. Le major T. Winthrop monta sur un tronc d’arbre, exhortant ses hommes : « En avant les gars ; une charge et la journée est à nous ! » Mais sa bravoure fut sa perte : il fut tué immédiatement. La perte du major T. Winthrop finit de démoraliser ses troupes, qui refluèrent au travers du Brick Kiln Creek. Cette retraite, écrivit le colonel D.H. Hill, « décida de l’action en notre faveur. »
Le jeune lieutenant J.T. Greble mourut aussi, tué alors qu’il commandait ses canons. J.T. Greble fut le premier officier de l’armée régulière et diplômé de West Point à mourir pendant le conflit.

## La retraite
La force de l’Union se débanda rapidement. Les fédéraux ne se sentirent à l’abri qu’après avoir traversé le pont de Newmarket. Le colonel G.K. Warren, le seul officier de l’Union à garder son sang-froid, resta sur le champ de bataille pour récupérer les blessés et le corps du lieutenant J.T. Greble. Pendant l'engagement, le capitaine Kilpatrick, futur major général, est blessé et est sauvé par le soldat Félix Agnus, futur brigadier général.

## La conclusion de l’engagement
Big Bethel fut un échec complet pour l’Union, tandis que le colonel confédéré D.H. Hill remarqua que ses hommes « semblaient se réjouir comme des enfants qui font du tir au pigeon. » B.H. Hord, de la Caroline du Nord, se souvint : « un régiment arrivait, tirait une volée ou deux, la plupart du temps au-dessus de nos têtes et se retirait précipitamment. Il semblait que leur principal objectif était de voir ou de tirer sur un rebelle, et de se retirer aussi vite que possible. »
Les fédéraux perdirent un total de 76 hommes : 18 tués, 53 blessés et cinq disparus. Le major général B.F. Butler devint un bouc émissaire pour l’incompétence de l’Union, accusé d’agir avec peu d’intelligence et restant dans le fort Monroe pendant le combat. Mais le brigadier général E.B. Peirce fut le plus critiqué pour le désastre de l’Union.
Le New York Times nota que E.B. Peirce « avait perdu sa présence d’esprit » pendant l’engagement. Catalogué comme incompétent, il fut jeté hors de l’armée après la période de 90 jours d’enrôlement. La presse nordiste essaya de sauver le peu d’honneur dans la défaite. Les troupes de l’Union furent décrites comme courageuses alors qu’elles « combattaient amis et ennemis avec la même résolution et s’étaient repliées seulement après avoir épuisé leurs munitions face à un ennemi puissant. »
Le major T. Winthrop et le lieutenant J.T. Greble furent portés aux nues pour leur courage et leur sacrifice. Selon, le colonel D.H. Hill, T. Winthrop était le « seul ennemi à montrer un courage approximatif ce jour-là ». Poussé par B.F. Butler (« Soyez audacieux ! Soyez audacieux ! Mais pas trop quand même »), il avait presque remporté la journée.
Le Atlantic Monthly fit plusieurs articles sur ses états de service qui donnèrent à T. Winthrop une gloire posthume.
Le brigadier général E.B. Peirce dans son rapport écrivit à propos de J.T. Greble : « Dans la mort du lieutenant J.T. Greble, de l’armée américaine, qui est bravement tombé à son poste, je reconnais la perte d’un officier capable et plein de bravoure, dont la conduite dans la bataille est digne de tous les éloges, et dont la mémoire doit être honorée par un pays reconnaissant. »
Les sudistes se réjouirent de la victoire de Big Bethel, d’autant plus que les pertes confédérées ne furent que d’un mort, sept blessés et trois disparus. Le soldat mort, soldat H.L. Wyatt de la compagnie B, 1st North Carolina, devint un martyr, pour avoir été tué par un tir dans le front pendant sa mission volontaire pour « brûler une maison entre les lignes ». Il fut le premier soldat confédéré à mourir au combat.
Le colonel J.B. Magruder reçut la majeure partie de la gloire pour la victoire de Big Bethel. Jefferson Davis déclara que la bataille était une « glorieuse victoire » tandis de R.E. Lee prit du plaisir en exprimant sa « satisfaction de la conduite galante des troupes sous votre commandement et son approbation des dispositions prises par vous, qui aboutirent comme il se doit, à la déroute de l’ennemi. » J.B. Magruder fut promu brigadier général une semaine après la bataille.
Finalement, la bataille de Big Bethel a bien été résumée dans la « chronique de la guerre de sécession » de Gallman : « l’inexpérience, la confusion et une piètre planification ont produit un petit peu plus qu’une retraite des fédéraux. »

## Sources
- (en) Philip Katcher, The Civil War Source Book, Facts On File Inc., New York, 1992,  (ISBN 0-8160-2823-0)
- Ce résumé s’appuie sur un article de John Quarstein, directeur émérite du Virgina War Museum.